# Ракип, Эрдаль
Эрдаль Ракип (швед. Erdal Rakip; 13 февраля 1996, Мальмё, Швеция) — шведский и македонский футболист, полузащитник клуба «Антальяспор» и сборной Северной Македонии.

## Клубная карьера
Ракип — воспитанник клуба «Мальмё» из своего родного города. 1 июня 2013 года в матче против «Броммапойкарна» он дебютировал в Алсвенскан лиге. В том же году Ракип стал чемпионом страны и обладателем Суперкубка Швеции. Летом 2014 года Эрдаль подписал свой первый профессиональный контракт с «Мальмё», на 3,5 года. В том же году он стал чемпионом страны во второй раз. 3 июня 2015 года в поединке против «Эфле» он забил свой первый гол за «Мальмё».
В начале 2018 года Ракин перешёл в лиссабонскую «Бенфику» и сразу же был отдан в аренду в английский «Кристал Пэлас». В начале 2019 года Экдаль вернулся «Мальмё».

## Международная карьера
В 2013 году в составе юношеской сборной Швеции Ракип занял третье место на юношеском чемпионате Европы в Словакии. На турнире он сыграл в матчах против команд Швейцарии, Австрии, Словакии и России.
В том же году Эрдаль завоевал бронзовые медали юношеского чемпионата мира в ОАЭ. На турнире он сыграл в матчах против Японии, Гондураса, Мексики, Аргентины и дважды Нигерии. В поединке против гондурассцев Ракип забил гол.

## Достижения
«Мальмё»
- Чемпионат Швеции по футболу (4) — 2013, 2014, 2016, 2017
- Обладатель Суперкубка Швеции — 2013

Швеция (до 17)
- Юношеский чемпионат мира — 2013